# Cratichneumon jocularis
Cratichneumon jocularis là một loài tò vò trong họ Ichneumonidae.